# Alois Hába
Alois Hába est un compositeur tchécoslovaque, né le 21 juin 1893 à Vizovice (Margraviat de Moravie) et mort le 18 novembre 1973 à Prague.

## Biographie
Alois Hába naît dans une famille paysanne pauvre de Moravie. D'abord instituteur, il présente des aptitudes pour la musique et décide d'approfondir ses connaissances en suivant les cours de Vítězslav Novák au Conservatoire de Prague, puis de Franz Schreker à Vienne et enfin de Ferruccio Busoni à Berlin,.
Il enseigne à l'Académie de musique de Prague ; il a notamment pour élève Hans Winterberg.
Il écrit des œuvres harmonico-polyphoniques de grande envergure utilisant le système des quarts et sixièmes de tons. Ce sont les chants populaires de Moravie orientale qui l'ont incité à composer de la musique en micro-intervalles,,.

## Œuvres
98 œuvres dans les systèmes de demi-tons, quarts de tons, cinquièmes de tons et sixièmes de tons, écrites dans un style thématique ou athématique, parmi lesquelles 10 fantaisies et 6 suites pour piano à quarts de tons, 16 quatuors à cordes (dont 6 en demi-tons, 6 en quarts de tons, 1 en cinquièmes de tons et 3 en sixièmes de tons) ; l'opéra Terre nouvelle (en demi-tons), l'opéra La Mère (en quarts de tons) et l'opéra Que votre règne arrive (en sixièmes de tons).

### Opéras
- Matka (La Mère) (1931)
- Nová zemĕ (Terre nouvelle)  (1935)
- Que ton règne arrive (1934)

### Musique de chambre
- Nonet no 1
- Nonet no 2
- Nonet no 3
- Nonet no 4
- Quatuor no 12
- Quatuor no 13
- Quatuor no 14
- Quatuor no 15
- Quatuor no 16[7]